# 豊積神社

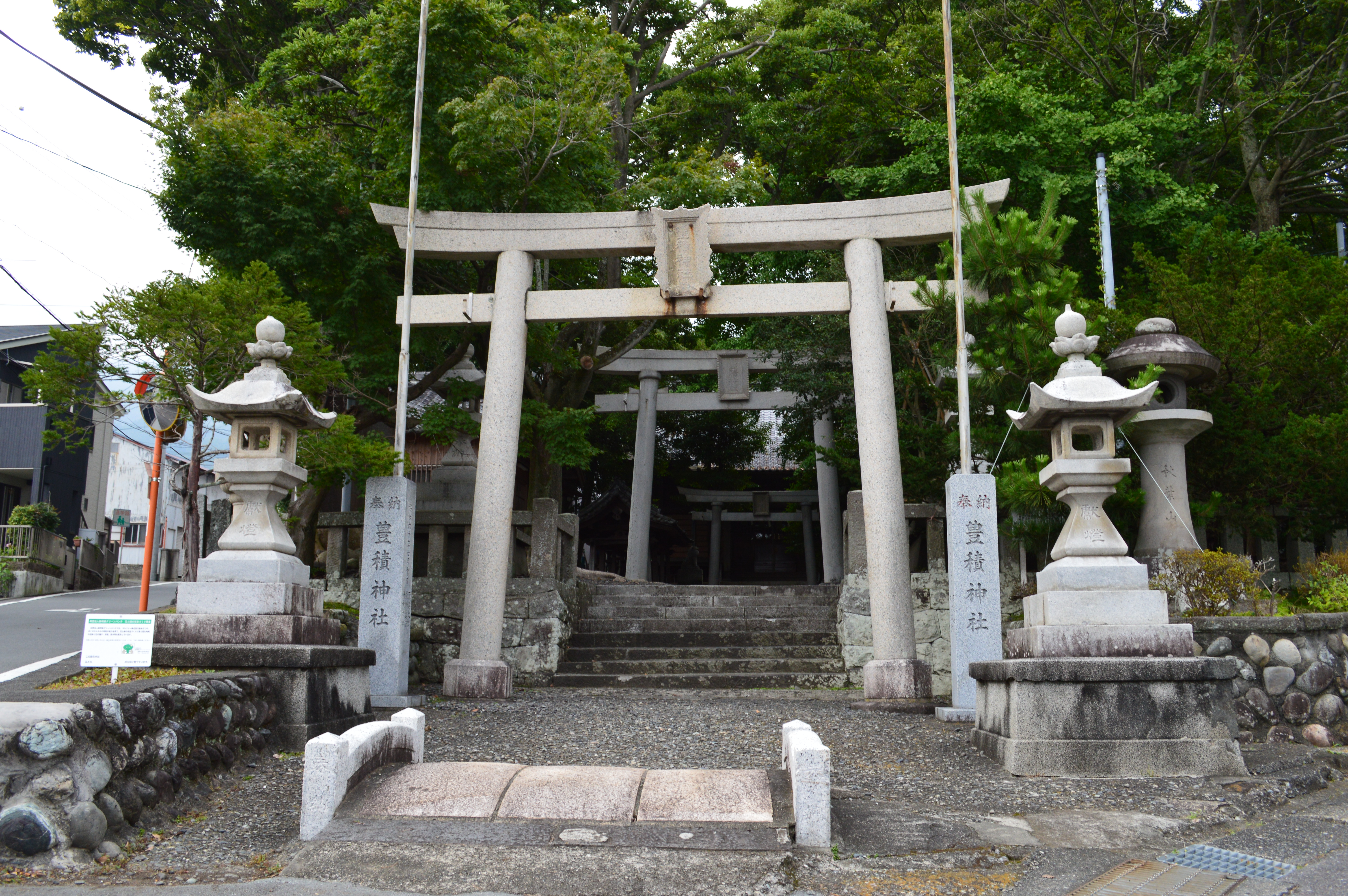
鳥居

豊積神社（とよづみじんじゃ）は、静岡県静岡市清水区にある神社。式内社、駿河国二宮で、旧社格は郷社。

## 祭神
祭神は次の1柱。
- 木之花佐久夜毘売命 （このはなさくやひめのみこと）

## 歴史

### 概史
社伝では、延暦10年（791年）の創建であるという。また坂上田村麻呂は東征の途中で戦勝を祈願、そして帰途に戦勝祝いとして神楽を奉納したといい、お太鼓祭（県指定無形民俗文化財）の起源はその神楽にあるという。
延長5年（927年）成立の『延喜式』神名帳では駿河国廬原郡（庵原郡）に「豊積神社」と記載があり、当社をこれに比定する説が有力視される。
寛文年間（1661年-1673年）頃の偽書とされる『駿河国風土記』では、「豊積神社或止由気神社日本武尊祭之地也、国中之二宮也」と記載されていることから、当社は駿河国において富士山本宮浅間大社（一宮）に次ぐ二宮の地位にあったと推測されている。ただし、同記でそのように記す根拠は明らかではない。
江戸時代の朱印地は16石余。なお、天正17年（1589年）の文書に見えるように、近世には「浅間」とも称していた。享保21年（1736年）の口上書では、「豊積浅間社」と称したうえで、式内社「豊積神社」の後裔と主張している。
明治維新後、明治6年（1873年）3月に近代社格制度において郷社に列した。

### 神階
- 正五位下 （『駿河国神名帳』）[4] - 表記は「豊積天神」。

## 境内
本殿は総欅造の流造で、銅板葺。棟札によれば文政8年（1825年）の造営であるというが、それ以前では慶長5年（1600年）の造営、享保17年（1732年）の造替があったという。屋根は元々檜皮葺であったが、明治22年（1889年）に銅板葺に葺き替えられた。その後、昭和28年（1953年）に大修理を経て現在に至っている。
そのほか、境内にはイチョウやクスノキの大木が立っている。

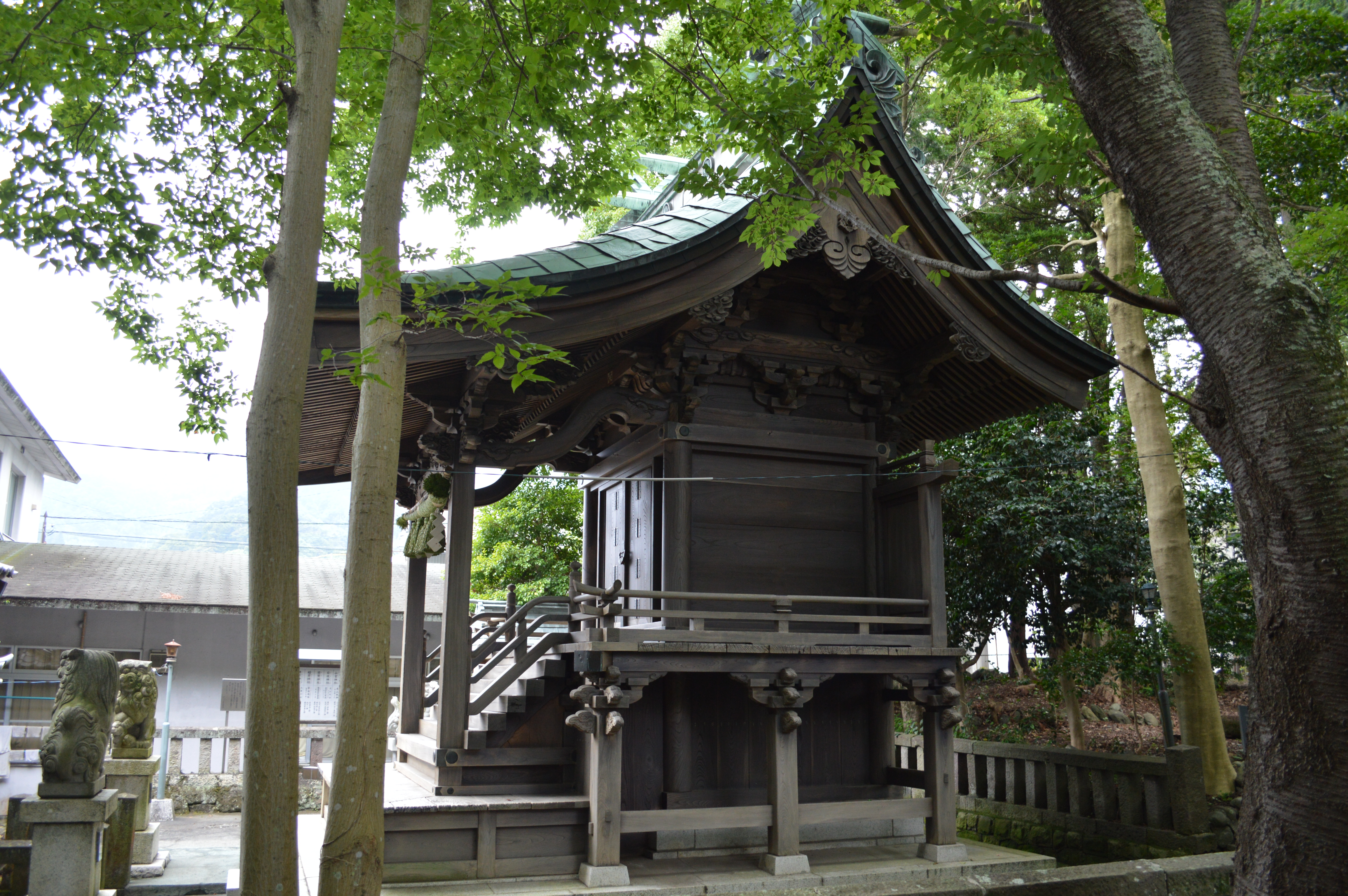
本殿
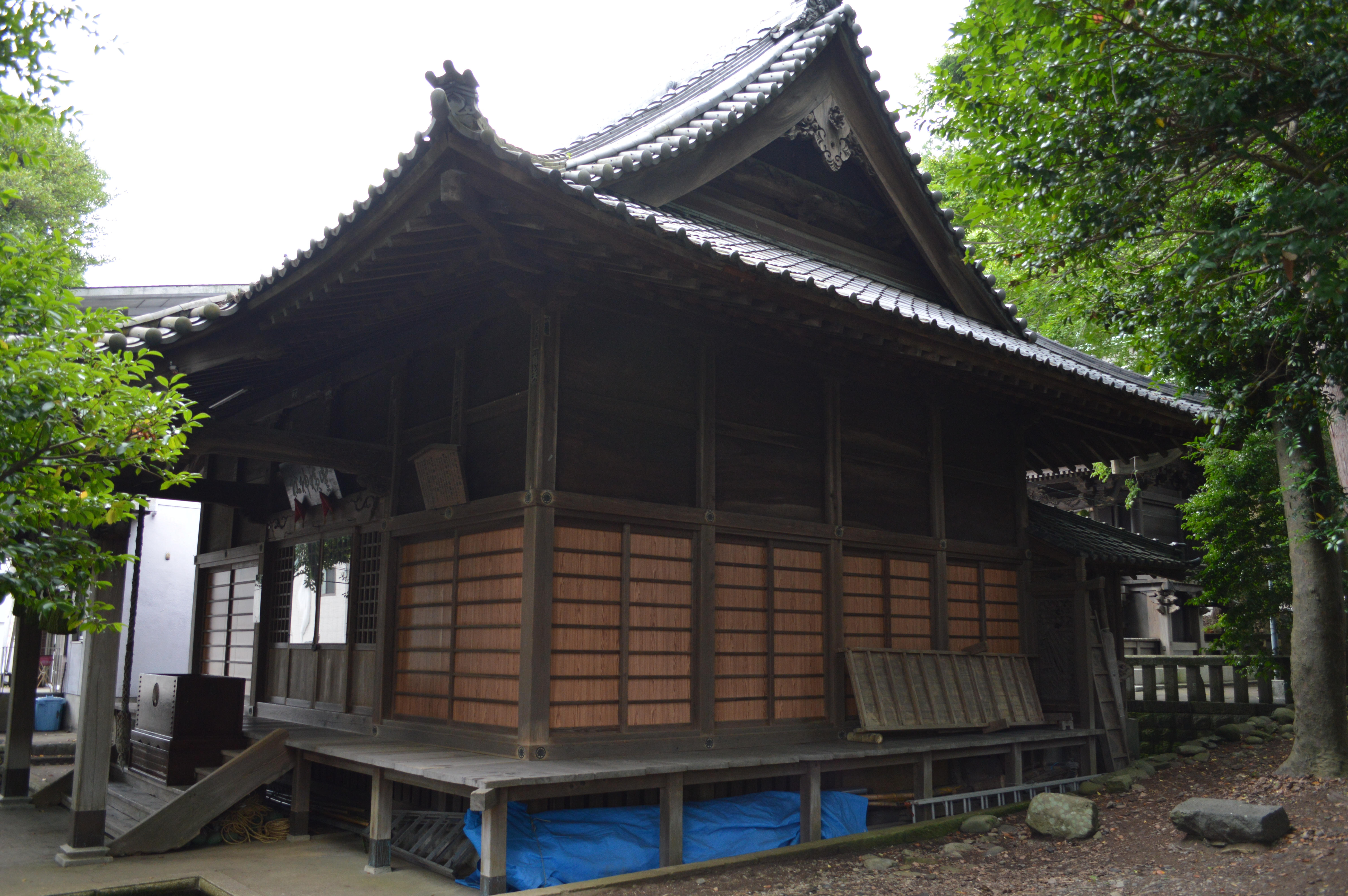
拝殿

## 摂末社
境内社は次の通り。
- 白髭神社 - 祭神：猿田彦神
- 5社
  - 山宮神社 - 祭神：大山祇神
  - 日枝神社 - 祭神：大山咋命、速須佐之男命
  - 須賀神社 - 祭神：建速須佐之男命
  - 稲荷神社 - 祭神：倉稲魂命
  - 磯前神社 - 祭神：大国主命、事代主命
- 1社

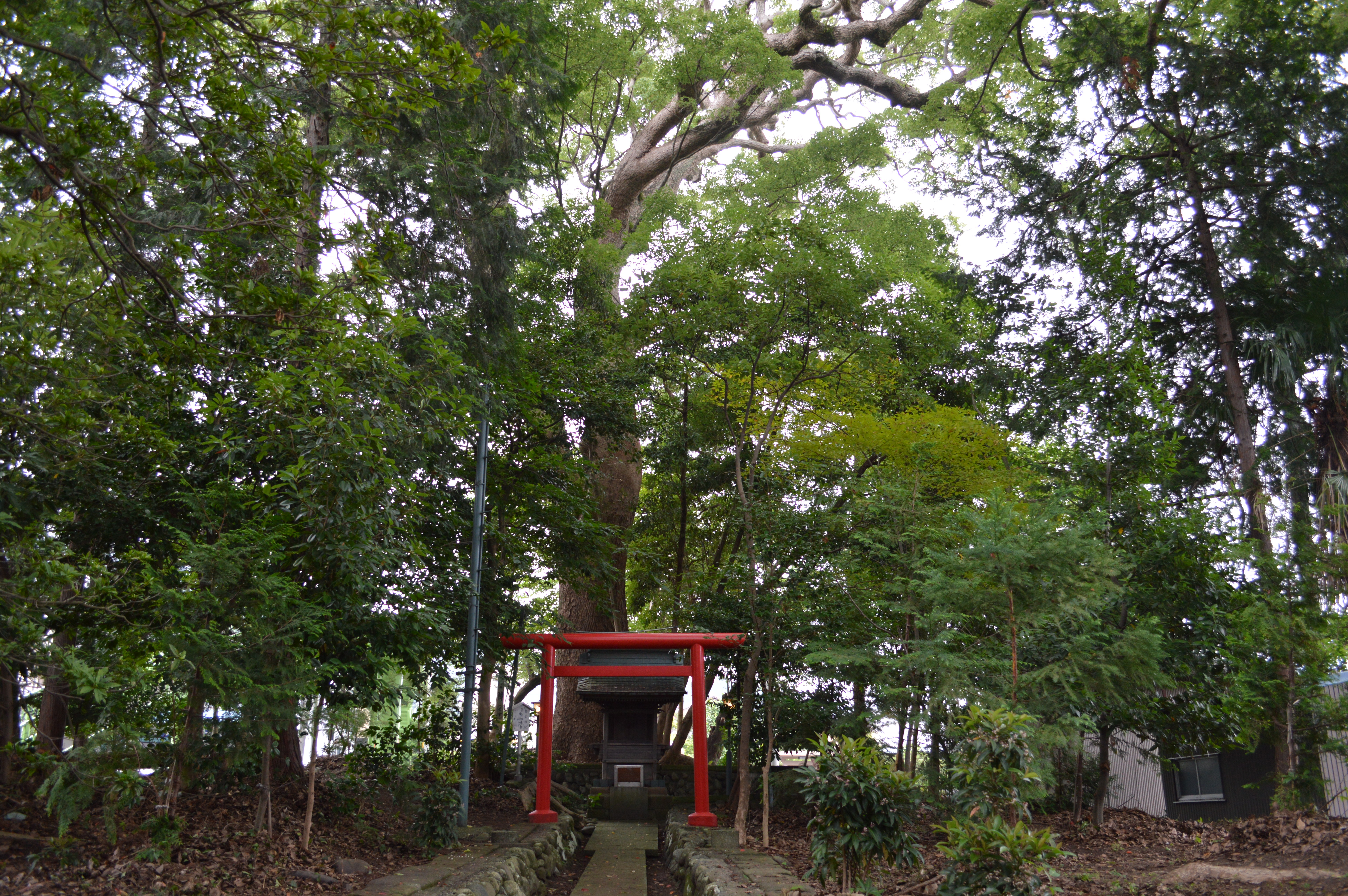
白髭神社と後背にクスノキ
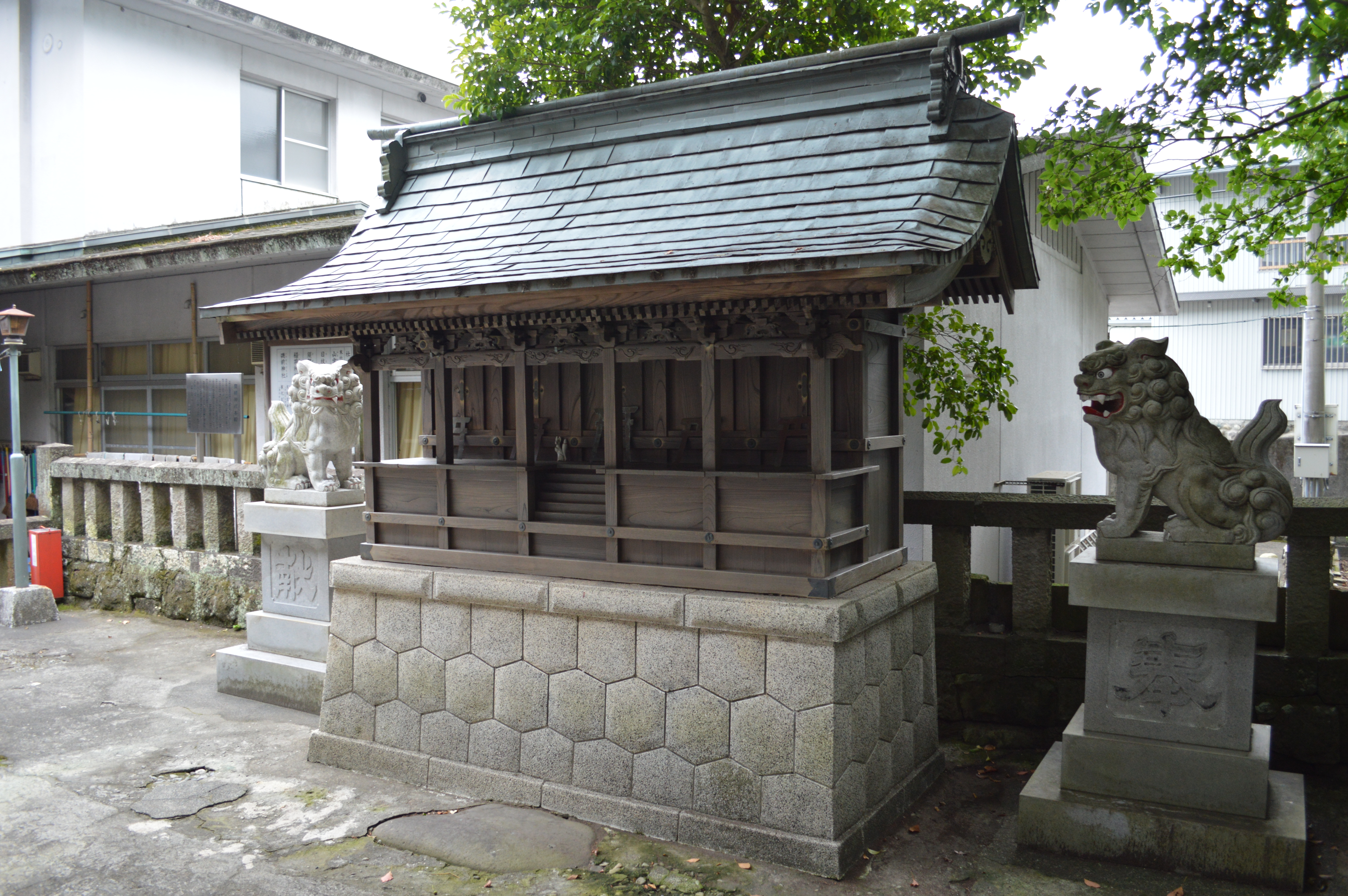
5社合祀社
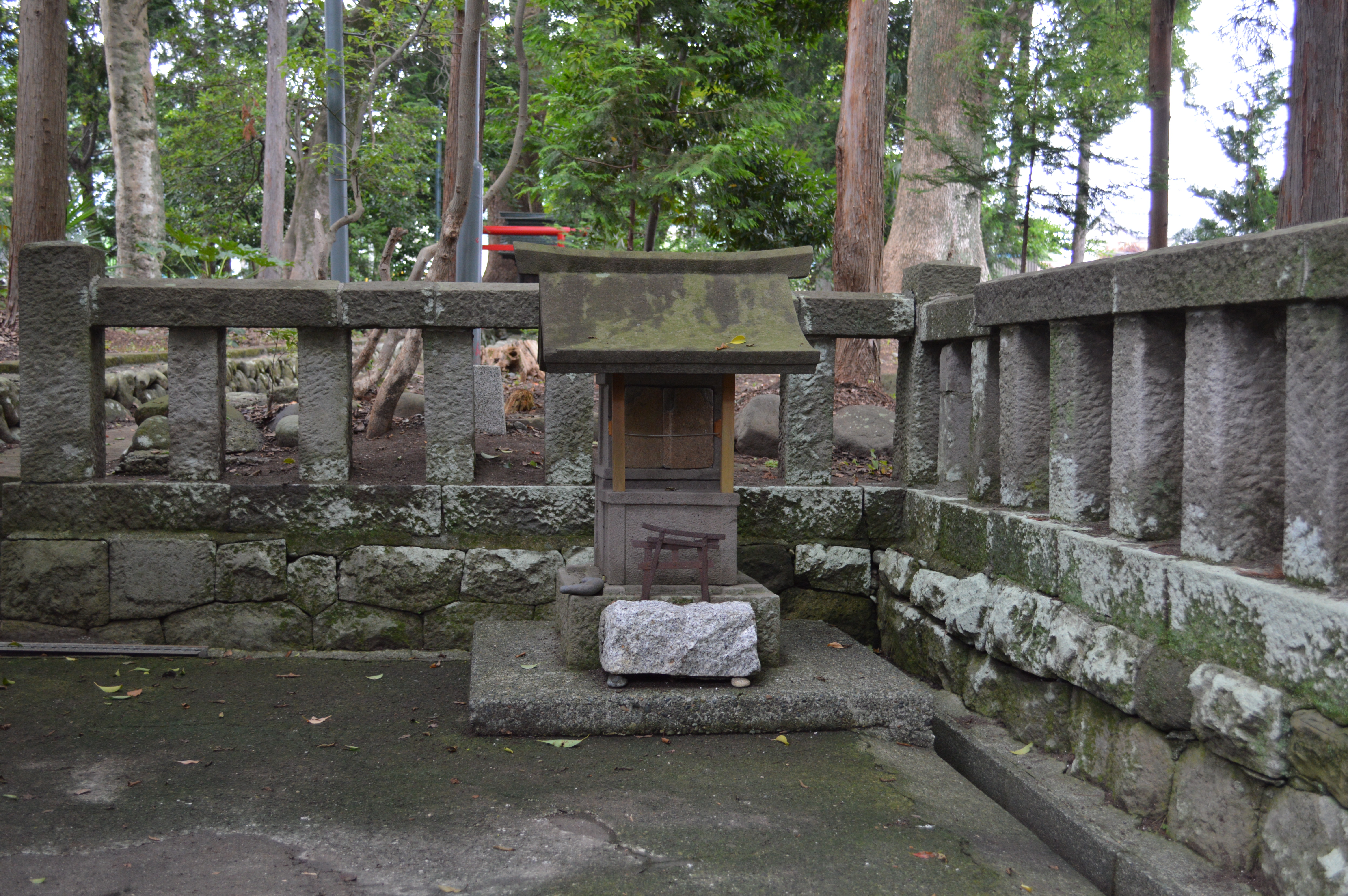
境内社

## 文化財

### 静岡県指定無形民俗文化財
- 由比のお太鼓祭 - 平成10年11月17日指定。